# Krzykacz, Zachodniopomorskie
Krhotacz [ˈkʂɨkat͡ʂ] là một khu định cư ở khu hành chính của Gmina Sianów, thuộc huyện Koszalin, Zachodniopomorskie, ở phía tây bắc Ba Lan. Nó nằm khoảng 6 kilômét (4 mi) phía đông Sianów, 15 km (9 mi) phía đông bắc Koszalin và 150 km (93 mi) về phía đông bắc của thủ đô khu vực Szczecin.